# Saropogon nepalensis
Saropogon nepalensis är en tvåvingeart som beskrevs av Parui 1999. Saropogon nepalensis ingår i släktet Saropogon och familjen rovflugor.
Artens utbredningsområde är Nepal. Inga underarter finns listade i Catalogue of Life.